# Armadillidium brambillae
Armadillidium brambillae is een pissebed uit de familie Armadillidiidae. De wetenschappelijke naam van de soort is voor het eerst geldig gepubliceerd in 1859 door Balsamo Crivelli.